# Старый Бахтемир
Старый Бахтемир — упразднённое село в Кизлярском районе Дагестана. Входило в состав Крайновского района.

## География
Располагалось на берегу Каспийского моря в 15 км к северо-западу от села Крайновка, в устье канала Кизляр-Каспий.

## История
Село образовано русскими переселенцами в конце XIX века как рыбный промысел. На конец 1889 г. в урочищ Бектемир располагалось на землях гражданки Менгден и состояло из 11 дворов. Жителями арендовалось 6 десятин земли (3 под выгон и 3 под усадьбы) за 21 р. в год. В урочище имелась одна мелочная лавка. По данным на 1929 г. посёлок Старый Бахтемир состоял из 9 хозяйств. В административном отношении входил в состав Ново-Теречного сельсовета Кизлярского района. Последний раз отмечено как село Крайновского сельсовета Крайновского района ДАССР. В настоящее время на месте населённого пункта расположен одноименный пункт рыбнадзора.

## Население
На начало 1890 г. в урочище Бектемир проживало 97 человек, в том числе принятых к обществу непривилегированных 51 человек (23 мужчины и 28 женщин) и непринятых к обществу непривилегированных 46 человек (40 мужчин и 6 женщин), основное население — русские, православные. По данным на 1914 г. село состояло из 9 дворов, в которых проживало 36 человек, в том числе 20 мужчин и 16 женщин. По результатам переписи 1926 г. в посёлке проживало 50 человек (18 мужчин и 32 женщины), русские - 100%.